# Sphingoïde
Les bases Sphingoïdes sont un sous-ensemble de lipides incluant :
- Sphing-4-ènines (sphingosines)
- Sphinganines
- 4-Hydroxysphinganines (phytosphingosines)
- Holomogues des sphingoïdes
- Sphingoïde 1-phosphate
- Lysosphingomyélines and lysoglycosphingolipides
- Sphingoïdes N-méthylatés
- Analogues aux sphingoïdes